# Горбун из Нотр-Дама (фильм, 1939)
«Горбун из Нотр-Дама» — американский фильм-драма режиссёра Уильяма Дитерле, вышедший на экраны в 1939 году. Картина основана на романе Виктора Гюго «Собор Парижской Богоматери».

## Сюжет
Звонарь Собора Парижской Богоматери Квазимодо, его опекун и архидьякон Клод Фролло, поэт Пьер Гренгуар и капитан королевской гвардии Феб де Шатопер влюбляются в цыганку Эсмеральду, но они не предполагают что обрекли цыганку на верную смерть.

## В ролях
- Чарльз Лоутон — Квазимодо, звонарь Нотр-Дама
- Эдмонд О’Брайен — Пьер Гренгуар, поэт
- Гарри Девенпорт — Людовик XI, король Франции
- Морин О'Хара — Эсмеральда, цыганка
- Томас Митчел — Клопен, «король» Двора Чудес, предводитель парижских цыган
- Уолтер Хампден — Клод Фролло, архидиакон Нотр-Дама
- Седрик Хардвик — Жан Фролло, Верховный судья, приемный отец Квазимодо
- Алан Маршал — Феб де Шатопер, капитан королевских стрелков
- Кэтрин Александр — мадам де Лис
- Джордж Зукко — прокурор
- Фриц Лейбер — старый дворянин
- Этьен Жирардо — доктор
- Хелен Уитни — Флер де Лис
- Минна Гомбелл — королева нищих
- Артур Холь — Оливье
- Курт Буа — студент
- Род Ля Рок — Филипп
- Спенсер Чартерс — секретарь суда
- Кэтрин Адамс — компаньонка Флер
- Диана Хантер — компаньонка Флер
- Зигфрид Арно — портной

В титрах не указаны
- Джордж Тобиас — нищий
- Рондо Хэттон — уродливый мужчина
- Питер Годфри — монах
- Гарри Кординг — стражник
- Чарльз Хэлтон — книгопечатник
- Виктор Килиан — палач Эсмеральды

## Производство
В 1932 году журнал The Hollywood Reporter сообщил, что продюсеры компании Universal объявили о создании ремейка картины 1923 года «Горбун из Нотр-Дама» с Джоном Хьюстоном в качестве сценариста и Борисом Карлоффом в роли Квазимодо
В 1936 году компания Metro-Goldwyn-Mayer продала права на фильм компании RKO, продюсеру Пандро С. Берману и режиссёру Уильяму Дитерле.
Для создания картины RKO Radio Pictures построили в своей студии средневековый Париж, а также Собор Парижской Богоматери в долине Сан-Фернандо. Это были одни из самых больших и экстравагантных декораций, построенных когда-либо.
Сценарист Соня Левин, которой было поручено написать сценарий по роману Гюго, провела в истории параллели с событиями 1930-х годов, например между преследованием цыган в Париже и уничтожением евреев в Гитлеровской Германии до Второй мировой войны.

### Кастинг
Узнав о том, что RKO собирается создавать ремейк фильма 1923 года, Лон Чейни (младший) попробовал пройти кастинг на роль роль Квазимодо и поучаствовал в кинопробах для студии. Чарльз Лоутон должен был сыграть Квазимодо, но студия предложила роль Чейни, из-за личных проблем британского актёра. Однако Лоутон сумел решить свои проблемы и получил роль.
Довольный совместной работой с Морин О’Харой в картине «Таверна „Ямайка“» Альфреда Хичкока, Лоутон привез в Голливуд 18-летнюю актрису, чтобы та сыграла Эсмеральду. По словам актрисы Кэтрин Адамс, она должна была сыграть Эсмеральду, но проиграла эту роль О’Харе, когда Лоутон телеграфировал из Ирландии в Голливуд о том, что он «привезёт Эсмеральду». В итоге Адамс исполнила роль Флёр де Лис.

### Съёмки
С бюджетом в 1 800 000 долларов «Горбун из Нотр-Дама» оказался одним из самых дорогих фильмов, когда-либо созданных студией.
Декорации Парижа и Собора Парижской Богоматери были построены Ван Нестом Полглазом за 250 000 долларов, Даррелл Сильвера работал декоратором. Уолтер Планкетт руководил созданием костюмов, а Джозеф Х. Огаст работал оператором, этот фильм стал первым из трёх его совместных работ с Дитерле.
Съёмки оказались тяжёлыми для актёров и съёмочной группы из-за сильной жары, особенно для Лоутона, которому приходилось сниматься с большим количеством грима.
Когда 1 сентября Польша была захвачена нацистской Германией, большая часть актёров и съёмочная группа были в панике. Лоутон попытался поднять всем настроение, прочитав Геттисбергскую речь. Ещё одним эпизодом эмоциональной съёмки стала сцена, где Квазимодо звонит в колокола в башне собора для Эсмеральды. Чувствуя боль из-за того, что его родная Великобритания объявила войну Германии, Лоутон продолжал звонить в колокола, пока не упал от изнеможения.

## Оценки

### Критика
На сайте Rotten Tomatoes картина имеет рейтинг 93%, на основе 15 рецензий критиков со средней оценкой 8,6 из 10.
В еженедельнике Variety фильм назвали «супер-триллером», но заметили, что тщательно продуманные декорации, как правило, подавляют сюжет, особенно в первой половине картины.
В Harrison's Reports писали: «Очень хорошо! Зрители должны быть в восторге от этой замечательной интерпретации знаменитого романа Виктора Гюго».
Film Daily назвали картину «захватывающим и динамичным развлечением».

## Награды и номинации
| Награда | Категория              | Номинант       | Результат |
| ------- | ---------------------- | -------------- | --------- |
| Оскар   | Лучшая музыка к фильму | Альфред Ньюман | Номинация |
| Оскар   | Лучший звук            | Джон Ольберг   | Номинация |

Картина была включена Американским институтом киноискусства в список «100 самых страстных американских фильмов за 100 лет по версии AFI».